# Aleksandrs Koļinko
Aleksandrs Koļinko, född 18 juni 1975 i Riga, är en lettisk före detta fotbollsmålvakt.
Han spelade 94 landskamper för Lettland och medverkade i EM i Portugal 2004.

## Spelarkarriär
Koliņko föddes i Riga och började sin seniorkarriär 1994. Han spelade då för Skonto Rigas reservlag Interskonto. Efter två säsonger i reservlaget fick Koliņko chansen att spela för Skonto Rigas A-lag 1996. År 1997 deltog han i Champions league-kvalet mot FC Barcelona och etablerade sig så småningom som lagets ordinarie målvakt, i synnerhet efter att Oļegs Karavajevs slutat spela 1999. Kolinko tog även över försteplatsen i landslaget från densamme.
Koliņko flyttade 2000, tillsammans med sin landsman Andrejs Rubins, till den engelska klubben Crystal Palace. Kolinkos förmåga att göra imponerande räddningar varvades ofta med misstag, vilket ledde till viss kritik. Under en match mot Bradford 2002 slog Palace tränare Trevor Francis Kolinko i ansiktet, efter att Francis uppfattat att Kolinko skrattat åt hans reaktion efter ett insläppt mål.
Efter att ha lämnat Crystal Palace år 2003 anslöt sig Koliņko till den ryska Premier League-klubben FC Rostov. Han tillbringade två säsonger där innan han gick vidare till Rubin Kazan i januari 2005. Under sin tid i Ryssland ansågs han vara en av de mer framstående målvakterna i ligan.
Under 2009 representerade Kolinko tre klubbar; han inledde säsongen med JFK Olimps i hemlandet, men skrev senare på ett korttidskontrakt med rumänska Dinamo Bukarest, som var i akut behov av målvakt efter att deras ordinarie målvakt Bogdan Lobonț blivit skadad. Utan att ha medverkat i någon match återvände han till Lettland och FK Ventspils.